# ピコプラチン
ピコプラチン(Picoplatin)は、白金製剤の抗腫瘍薬で、ポニアード・ファーマシューティカル（かつてのNeoRx）が固形腫瘍の患者向けに臨床開発を行っている。
第I相と第II相の臨床試験では、肺がん、卵巣がん、大腸がん、ホルモン不応性前立腺がんなど、様々な種類の固形腫瘍への効果が示された。しかし、第III相の臨床試験では、進行性小細胞肺がんの主要評価項目を満たせなかった。現在では、転移性大腸がんへの利用に希望が持たれている。